# Doxologie
Doxologie (altgr. δόξα dóxa „Herrlichkeit“, „Ehre“ und -logie; siehe Bibelgriechisch) ist ein Fachwort der Liturgie. Es bezeichnet das feierliche, oft gebetsabschließende Rühmen der Herrlichkeit Gottes.
In der jüdischen und christlichen Religion schließen Gebete häufig mit einer Doxologie. Gott wird dabei entweder direkt angeredet, oder sein Name wird mit verherrlichenden Prädikaten ausgerufen. Die Preisung endet üblicherweise mit einer Ewigkeitsformel und der bestätigenden Akklamation des Volkes, dem Amen. Die Doxologie am Schluss des Vaterunsers ist erst später, abgeleitet aus 1 Chr 29,10 , hinzugekommen.
Doxologien konnten in der Alten Kirche frei gesprochen sein, jedoch prägten sich in den verschiedenen Traditionen der West- und Ostkirche einige wenige, immer wiederkehrende Formeln aus.
Doxologien werden auch häufig am Ende von Psalmen verwendet. 

## Bekannte Doxologien
Der Schluss des Vaterunsers in den protestantischen Kirchen wurde aus der Didache entnommen. In der katholischen Kirche folgt diese Doxologie dem Embolismus nach dem Vaterunser und ist nicht Bestandteil des Vaterunsers:

“Quia tuum est regnum, et potestas, et gloria, in saecula.”

„Denn dein ist das Reich und die Kraft und die Herrlichkeit in Ewigkeit.“

Die trinitarische Doxologie Gloria Patri beschließt beim Stundengebet die einzelnen Psalmen und beim Rosenkranzgebet die einzelnen Gesätze:

“Gloria Patri et Filio et Spiritui Sancto,
 sicut erat in principio et nunc et semper
 et in saecula saeculorum, amen.”

„Ehre sei dem Vater und dem Sohn und dem Heiligen Geist,
wie im Anfang, so auch jetzt und alle Zeit
und in Ewigkeit. Amen.“

Schlussworte und Teilschlüsse der neutestamentlichen Briefe, z. B.:

„Denn aus ihm und durch ihn und auf ihn hin ist die ganze Schöpfung.
Ihm sei Ehre in Ewigkeit! Amen.“

„Dem König der Ewigkeit aber, dem unvergänglichen, unsichtbaren,
allein weisen Gott, sei Ehre und Ruhm von Ewigkeit zu Ewigkeit! Amen.“

Der Abschluss der Orationen bei der Messfeier und im Stundengebet, z. B.:

“Per Dominum nostrum Jesum Christum, Filium tuum, qui tecum vivit et regnat in unitate Spiritus Sancti Deus: per omnia saecula saeculorum. Amen.”

„Durch unsern Herrn Jesus Christus, deinen Sohn, der in der Einheit des Heiligen Geistes mit dir lebt und herrscht, Gott von Ewigkeit zu Ewigkeit. Amen.“

“Qui vivis et regnas cum Deo Patre in unitate Spiritus Sancti Deus: per omnia saecula saeculorum. Amen.”

„Der du lebst und herrschest mit Gott, dem Vater, in der Einheit des Heiligen Geistes, Gott, von Ewigkeit zu Ewigkeit. Amen.“

Der Abschluss des Hochgebets der heiligen Messe:

“Per ipsum, et cum ipso, et in ipso,
est tibi Deo Patri omnipotenti,
in unitate Spiritus Sancti,
omnis honor et gloria
per omnia sæcula sæculorum. Amen.”

„Durch ihn und mit ihm und in ihm
ist Dir, Gott, allmächtiger Vater,
in der Einheit des Heiligen Geistes,
alle Herrlichkeit und Ehre,
jetzt und in Ewigkeit. Amen.“